# Oszan állomás
Oszan (Osan) állomás a szöuli metró 1-es vonalának  állomása Kjonggi (Gyeonggi) tartomány Oszan (Osan) városában.

## Viszonylatok
| 1-es vonal                                               | 1-es vonal                                             | 1-es vonal                                        |
| -------------------------------------------------------- | ------------------------------------------------------ | ------------------------------------------------- |
| Oszan (Osan)i Főiskola Szojoszan (Soyosan) felé          | Kjongbu (Gyeongbu) szakasz személyvonat                | Csinü (Jinwi) Sincshang (Sinchang) felé           |
| Pjongdzsom (Byeongjeom) Jongszan (Yongsan) és Szöul felé | Kjongbu (Gyeongbu) szakasz zöld és piros expresszvonat | Szodzsong-ri (Seojeong-ri) Cshonan (Cheonan) felé |
| Korail                                                   |                                                        |                                                   |
| Oszan (Osan)i Főiskola Szöul felé                        | Kjongbu (Gyeongbu) vonal                               | Csinü (Jinwi) Puszan (Busan) felé                 |